# Filature Jules de Hemptinne

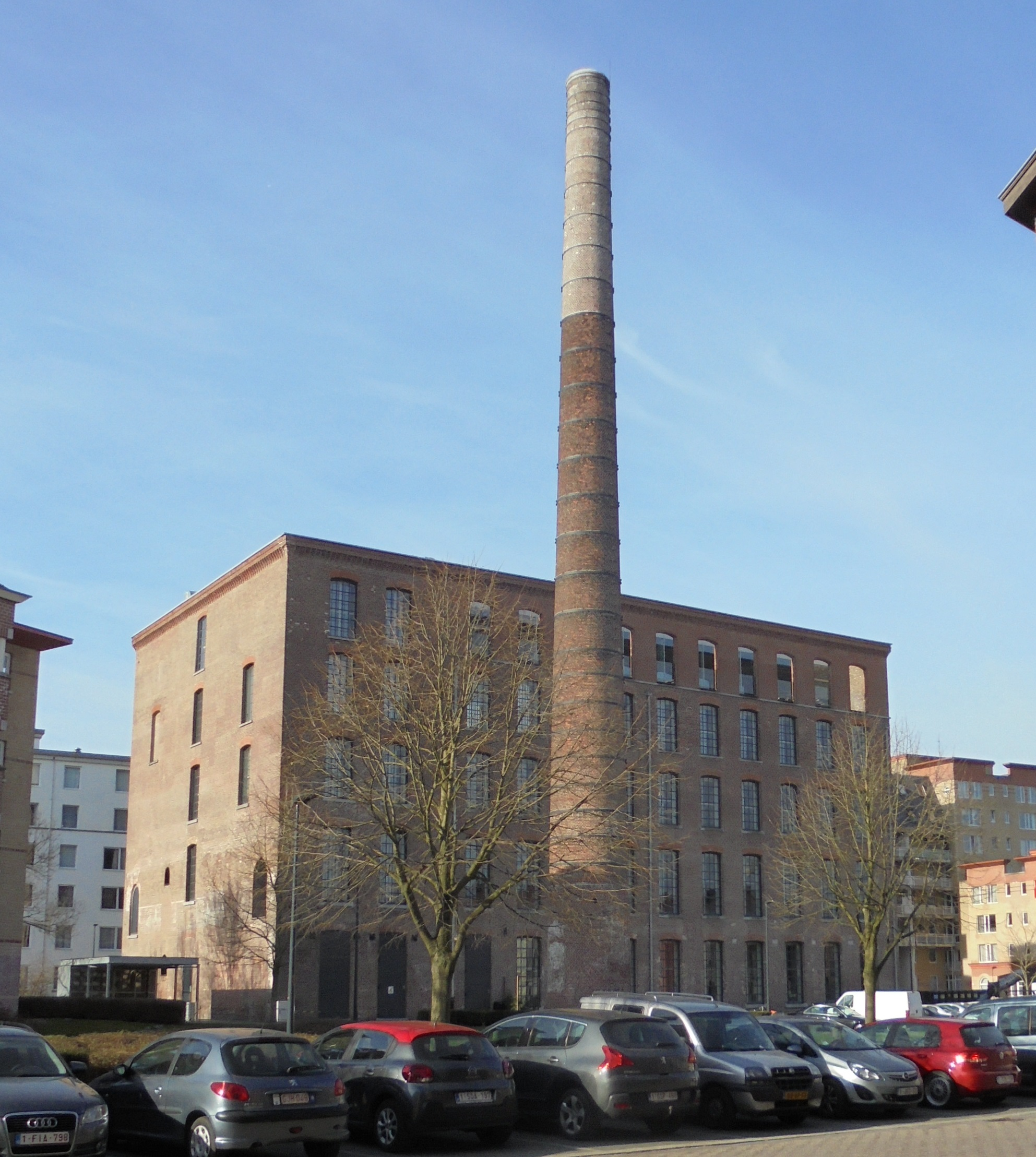
De fabriek in 2018

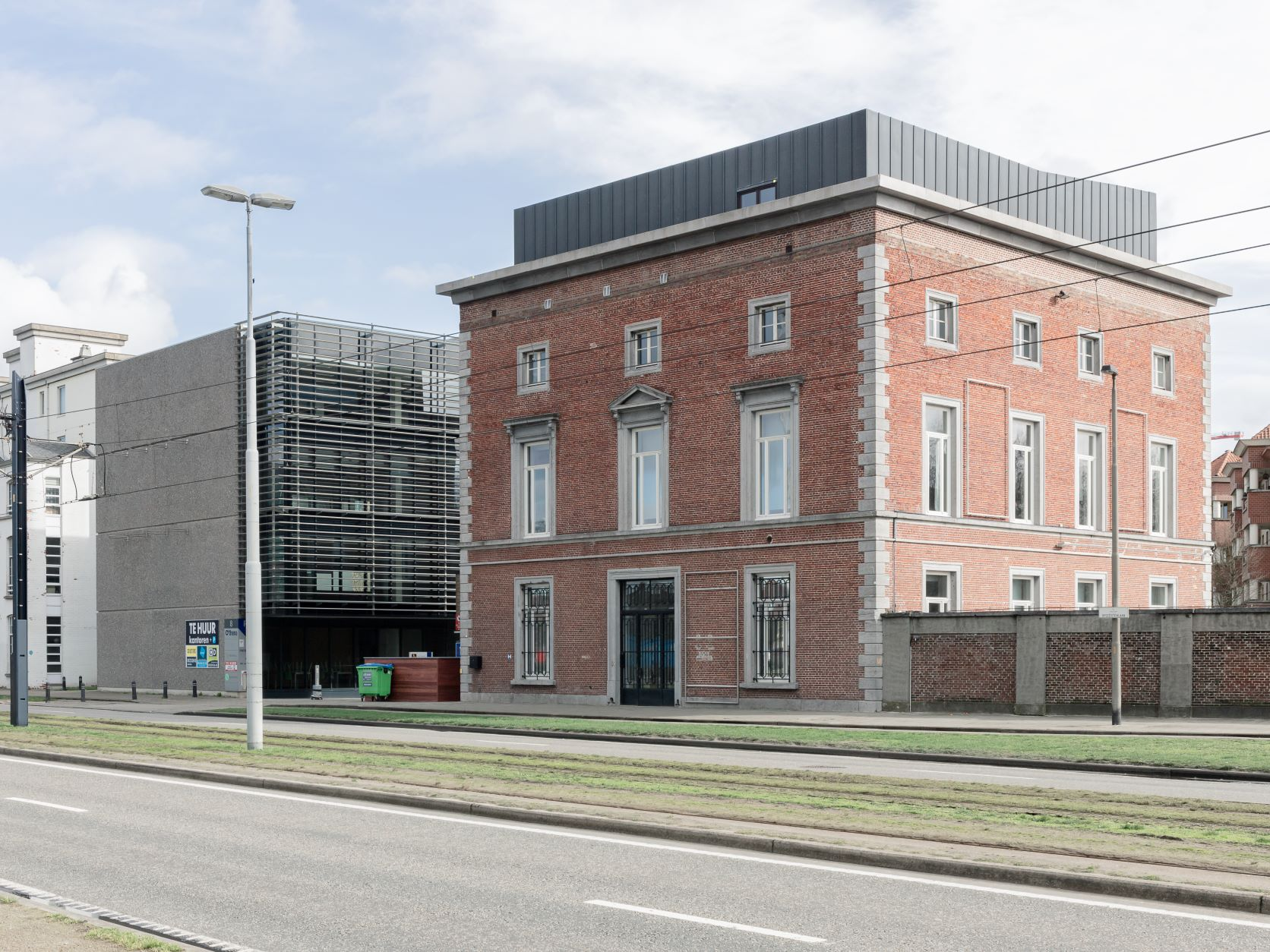
De directeurswoning van de fabriek UCO de Hemptinne in Gent

De Filature Jules de Hemptinne was een katoenspinnerij annex katoenweverij te Gent.

## Geschiedenis
De spinnerij was gevestigd op het terrein tussen de Opgeëistenlaan, de Kolveniersgang en de Lieve. Ze werd in 1853 opgericht door Jules de Hemptinne als een filature à l'étage. De Hemptinne had reeds een katoendrukkerij in werking, welke van 1872-1876 echter werd opgeheven. 
Omstreeks 1860 bouwde De Hemptinne zijn woonhuis en in 1890 werd ook een katoenweverij ingericht. Hier stonden in 1913, vlak voor het uitbreken van de Eerste Wereldoorlog, een honderdtal weefgetouwen.
Het bedrijf werd tijdens deze oorlog beschadigd, maar weer hersteld. In 1920 kwam ook een afdeling van Filature Hanus in het gebouw, en in hetzelfde jaar werden beide bedrijven toegevoegd aan de Union Cotonnière.
De laatste uitbreiding vond plaats in 1946, toen de weverij werd gemoderniseerd.

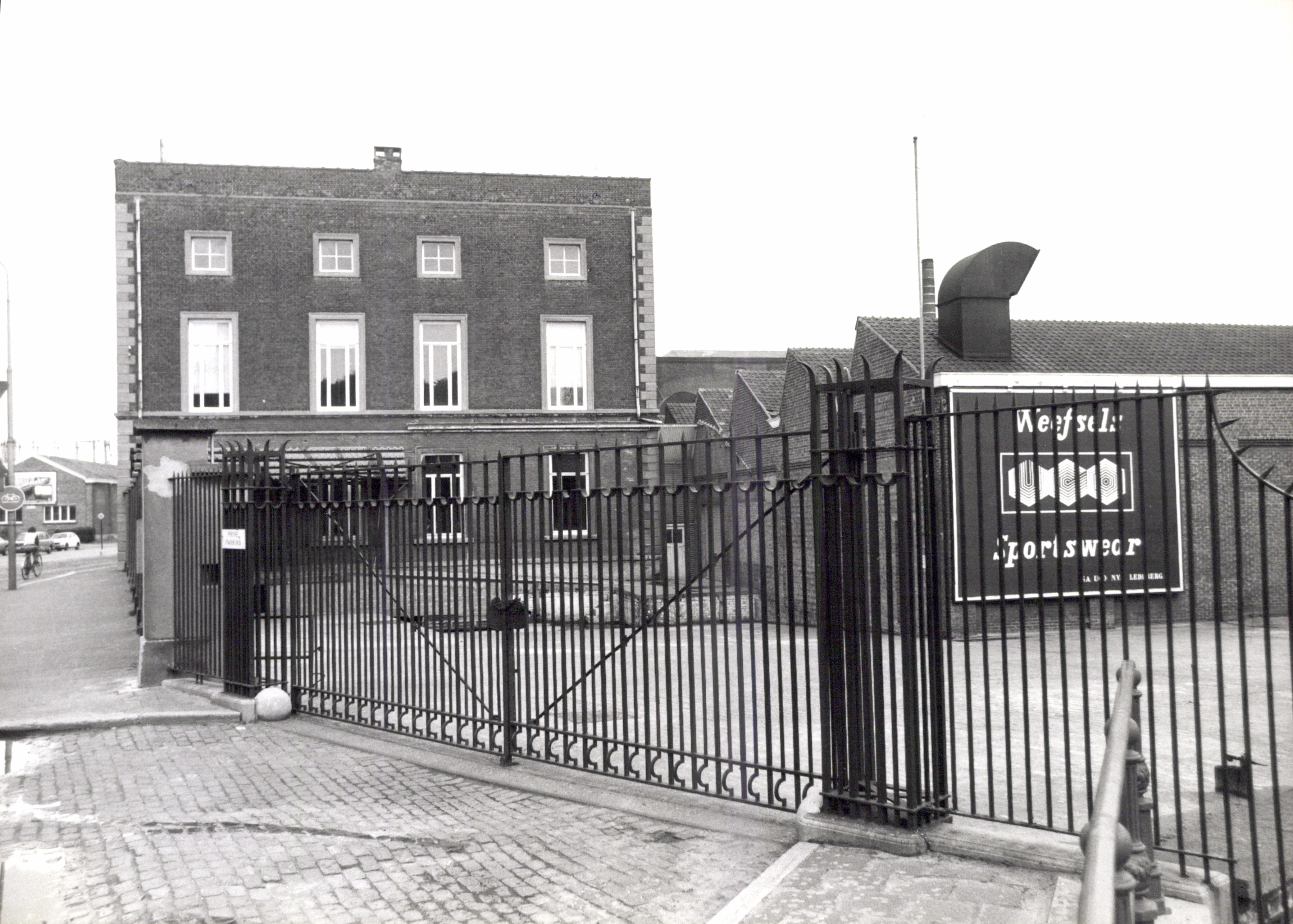
Zicht op de directeurswoning van Jules de Hemptinne (1825-1922) langs de Opgeëistenlaan.

In 1983 werd de fabriek, die toen als UCO-de Hemptinne te boek stond, gesloten. Een groot deel van de gebouwen werd gesloopt, en er kwamen appartementenflats voor in de plaats. Het woonhuis en een vijf bouwlagen tellend bedrijfsgebouw, het zogenaamde Manchestergebouw met hoge schoorsteen, Kolveniersgang 133, bleven bestaan. In het Manchestergebouw werd vanaf 2012 een onderwijsinstelling gevestigd.